# Bashir Alshogre
Bashir Hdaifeh (en arabe : بشير حديفه) plus connu sous le nom de Bashir Alshogre est un militant syrien des droits humains né le 7 avril 1990 à Al-Bayda et mort en détention le 3 mars 2014, après 473 jours d'emprisonnement.

## Biographie
Bashir Hdaifeh vit avec sa famille près de Banyias, dans le gouvernorat de Tartous, à l'Ouest de la Syrie. Il milite pour les droits de l'homme et participe aux manifestations dès le 18 mars 2011, mouvement qui deviendra la Révolution syrienne puis la Guerre civile syrienne.
Bashir est arrêté à son domicile à Baniyas par des miliciens du régime d'Assad le 16 novembre 2012.à son domicile, en même temps que son frère Rashad, 20 ans, sa sœur Nour et son cousin Omar Alshogre, tous deux âgés de 17 ans. 

### Détenu dans les centres de détention syriens

#### Emprisonnement
Tous les quatre sont emmenés au service de renseignement militaire du centre de Tartous, où ils sont détenus, interrogés et torturés pendant dix jours à l'isolement ou par groupes de 10 à 15 prisonniers.

#### Maladie et mort dans la branche 215
Bashir, son frère, sa sœur et son cousin sont transférés dans un autre centre de détention à Homs, puis à la branche 291 de la Direction du renseignement militaire de Damas pendant environ 6 heures et finalement emmenés à la Branche 215 à Damas, connue sous le nom de « branche de la mort lente », car un grand nombre des détenus sont torturés à mort. 
Pendant sa détention, en plus de subir des tortures physiques, Bashir subit des tortures psychologiques, notamment assister à la torture de son cousin pour le faire avouer des crimes qu'il n'a pas commis. 
Déjà affaibli par les conditions des centres de détention syriens, qualifiées d'inhumaines,  Bashir est affecté par la mort de son frère Rashad, décédé après quelques mois d'emprisonnement dans la branche 215, et la détention de sa sœur Nour au 6ème étage, dans la cellule des femmes de la Branche 215, dont ils apprennent le décès sans pouvoir le vérifier. Malgré le manque sévère de nourriture, Bashir refuse de s'alimenter, il s'affaiblit et contracte la tuberculose au début de 2014. Il meurt le 3 mars 2014 à l'âge de 23 ans, dans les bras de son cousin, Omar Alshogre. 
Les codétenus de Bashir Hdaifeh qui ont survécu racontent qu'ils ont lavé son corps, l'ont étendu au centre de la pièce et ont récité la prière funéraire de pour lui. Son cousin Omar, qui devait emporter et numéroter les cadavres comme on peut le voir dans le rapport César, a été chargé de transporter son corps et d'inscrire  le numéro de prisonnier de Bashir sur son front. 
Bashir Hdaifeh est l'une des plus de 17 000 personnes mort en détention en Syrie entre mars 2011 et décembre 2015.  